# Минаев, Елисей Сергеевич
Елисей Сергеевич Минаев (род. 22 апреля 2001, Тацинская, Ростовская область) — российский хоккеист, защитник.

## Биография
Родился в станице Тацинской, жил на хуторе Ленина. В возрасте шести лет с бабушкой переехал в Ростов-на-Дону, где стал заниматься в хоккейной секции. В 2012 году перешёл в ярославский «Локомотив». В сезоне-2017/18 дебютировал в команде НМХЛ «Локо-Юниор», со следующего сезона стал также выступать в МХЛ за «Локо». В сезонах 2020/21 — 2021/22 играл в команде ВХЛ «Ростов». 4 мая 2022 года подписал однолетний двусторонний контракт с хабаровским «Амуром». В сезоне-2022/23 провёл 30 матчей в КХЛ и 25 — в ВХЛ за «Сокол» Красноярск, следующий сезон провёл в «Соколе». Сезон-2024/25 отыграл за клуб ВХЛ «Торпедо-Горький», в составе которого стал чемпионом России. 15 июля 2025 года перешёл в клуб ВХЛ «Норильск».

### Достижения
- Финалист (2023, «Сокол»), победитель (2025, «Торпедо-Горький») ВХЛ.
- Чемпион (2019), серебряный призёр (2020) МХЛ.
- Обладатель Кубка мира среди молодежных клубов (2019).
- Бронзовый призёр НМХЛ (2018, 2019).